# Dirfys-Messapia
Dirfys-Messapia (griechisch Δίρφυς-Μεσσαπία) ist eine Gemeinde der Region Mittelgriechenland auf der Insel Euböa. Die 2011 gegründete Gemeinde ist in zwei Gemeindebezirke unterteilt. Verwaltungssitz ist Psachna.

## Lage
Die Gemeinde Dirfys-Messapia ist im Inselzentrum Euböas gelegen. Mit etwa 773,6 km² ist sie nach Fläche die zweitgrößte Gemeinde auf der Insel. Nördlich grenzt die Gemeinde Mandoudi-Limni-Agia Anna an, im Osten und Südosten liegen Kymi-Aliveri sowie Eretria und im Süden die Gemeinde Chalkida.
Der höchste Berg Euböas, der namensgebende Bergzug Dirfys (Δίρφυς Όρος Dírfys Óros) verläuft entlang der Nordostküste und erreicht mit dem Doppelgipfel der Delfi (Δέλφη) 1743 und 1735 Meter über dem Meer. Die Südhänge sind Quellgebiet von zwei bedeutenden Flüssen der Insel sowie weiterer Bäche. Der ebenfalls namensgebende Messapios (Μεσσάπιος) wendet sich westwärts und mündet in der Küstenebene von Psachna in den nördlichen Golf von Euböa. Der Lilas (Λήλας) fließt in südwestlicher Richtung, wo er südlich von Chalkida den Golf von Euböa erreicht.

## Verwaltungsgliederung
Die Gemeinde wurde nach der Verwaltungsreform 2010 aus dem Zusammenschluss der ehemaligen Gemeinden Dirfys und Messapia gebildet. Verwaltungssitz der Gemeinde ist die Kleinstadt Psachna. Die ehemaligen Gemeinden bilden seither Gemeindebezirke. Die Gemeinde ist weiter in den Stadtbezirk Psachna und 26 Ortsgemeinschaften untergliedert.
| Gemeindebezirk | griechischer Name          | Code   | Fläche (km²) | Einwohner 2011 | Stadtbezirke / Ortsgemeinschaften (Δημοτική / Τοπική Κοινότητα)                                                                                | Lage |
| -------------- | -------------------------- | ------ | ------------ | -------------- | --- | ---- |
| Dirfys         | Δημοτική Ενότητα Διρφύων   | 290202 | 341,690      | 05.473         | Agios Athanasios, Amfithea, Vouni, Glyfada, Theologos, Katheni, Kambia, Loutsa, Mistros, Paliouras, Pissonas, Pournos, Steni Dirfyos, Spodones |      |
| Messapia       | Δημοτική Ενότητα Μεσσαπίων | 290201 | 431,888      | 13.327         | Psachna, Agia Sofia, Attali, Kamaritsa, Kastella, Kondodespoti, Kyparrisi, Makrykapa, Nerotrivia, Pagondas, Poloitika, Stavros, Triada         |      |
| Gesamt         | Gesamt                     | 2902   | 773,578      | 18.800         | |      |